# Max Mohr (General)
Max Mohr (* 29. Dezember 1884 in Neumünster; † 31. August 1966 in Hamburg) war ein deutscher General der Flieger sowie von 1929 bis 1932 Leiter der geheimen Fliegerschule Lipezk.

## Leben
Mohr trat am 14. März 1904 als Offiziersanwärter in das Grenadier-Regiment „König Friedrich I.“ (4. Ostpreußisches) Nr. 5 ein. Von 1910 bis 1913 diente er als Bataillonsadjutant und Gerichtsoffizier im 8. Westpreußischen Infanterie-Regiment Nr. 175. Im Oktober 1913 wurde er zur Fliegerschule-Halberstadt kommandiert, ab Mai 1914 war er Flugzeugführer. Während des Ersten Weltkriegs erfolgte am 24. Dezember 1914 die Beförderung zum Hauptmann. Anfang 1919 wurde Mohr einige Monate in Polen interniert.
Von September 1919 bis Februar 1920 war Mohr Kompanieführer im Freikorps Görlitz, danach Chef verschiedener Reichswehr-Kompanien. Im Oktober 1923 avancierte er zum Flieger-Referent im Stab der 5. Division, diese Funktion hatte er bis 1929 inne. Im Februar 1927 wurde er zum Major befördert.
Zwischen 1. Dezember 1929 und 28. Februar 1932 war Mohr „Außer Dienst“ gestellt, während dieser Zeit leitete er die Geheime Fliegerschule und Erprobungsstätte der Reichswehr in Lipezk. Am 1. März 1932 wurde er im Heer reaktiviert und gleichzeitig zum Oberstleutnant befördert. 1934 erfolgte der Übertritt zur Luftwaffe, wo Mohr Abteilungsleiter beim Luftkreiskommando V wurde. Zwischen Juli 1935 und März 1936 absolvierte er eine Weiterbildung und wurde nacheinander Befehlshaber der Luftgau-Kommandos 9 (Hannover), 3 und X (Hamburg). Im Januar 1938 wurde Mohr zum Generalmajor befördert, ab Juli war er kommandierender General und Befehlshaber im Luftgau XI (Hannover) und von Februar bis Ende April 1939 im Luftgau I (Königsberg). Ab Mai 1939 war er als Offizier z. b. V. dem Reichsluftfahrtministerium (RLM) und dem Oberkommando der Luftwaffe (OKL) tätig.
Zu Kriegsbeginn, am 1. September 1939, wurde Mohr zum Reichskriegsgericht kommandiert. Am 1. Oktober 1939 wurde er zum Generalleutnant befördert und zum Richter am Reichskriegsgericht bestellt. Von August 1940 bis Juli 1943 war er Inspekteur der Luftwaffen-Kontroll-Inspektion in Bourges und von Juli 1943 bis Januar 1944 Luftwaffen-Bevollmächtigter der Luftflotte 3. Die letzten Monate seiner Dienstzeit verbrachte Mohr in der Führerreserve des OKL, am 31. Mai 1944 ging er außer Dienst.